# Shunde

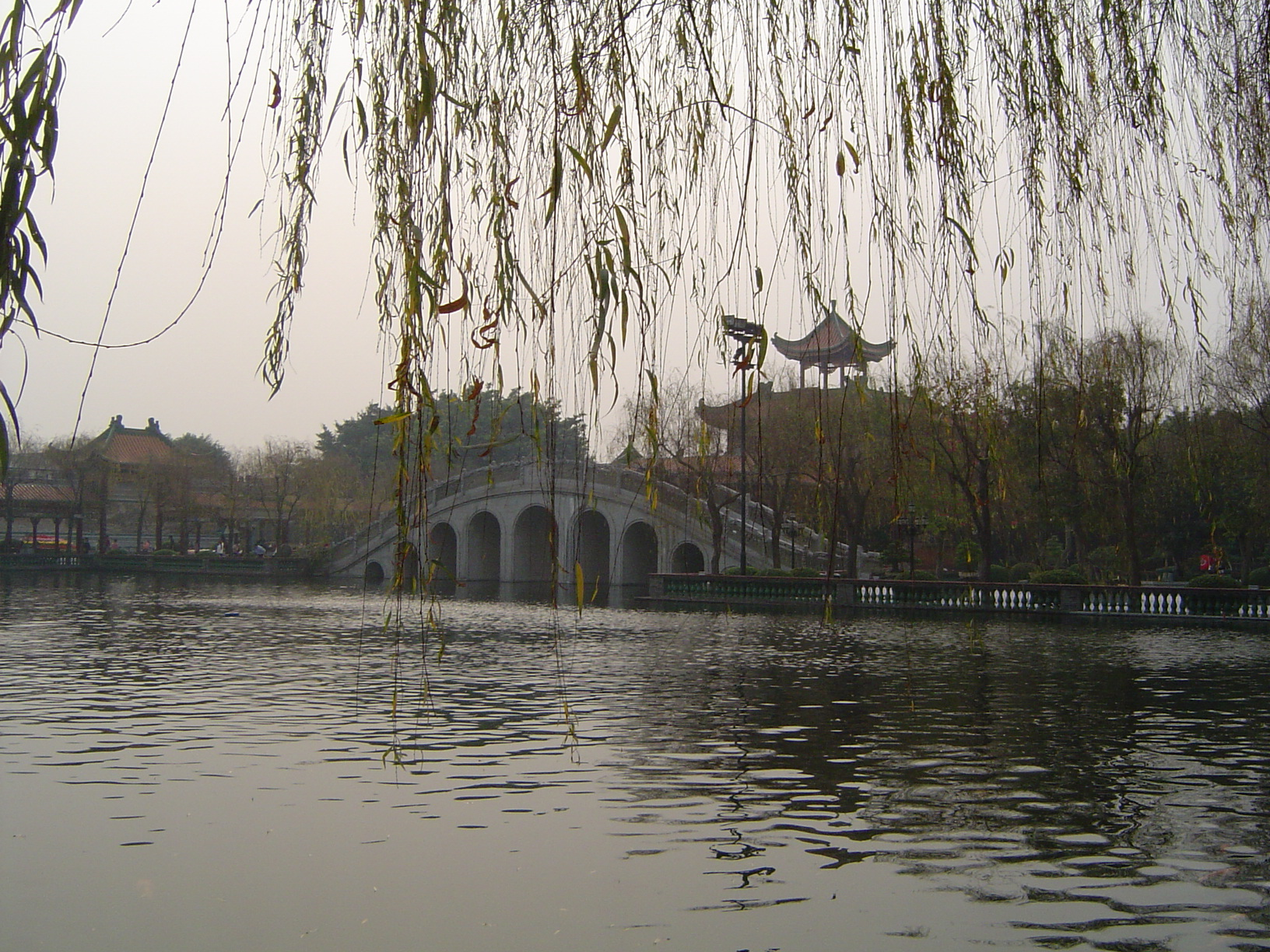
Qinghui Garden in Shunde

Shunde is een district in de provincie Guangdong van China. De stad heeft meer dan 100 000 inwoners. Shunde is ook een district in de stadsprefectuur Foshan. In deze streek spreekt men het Kantonese dialect Shundehua. Het Shundehua klinkt voor veel mensen die Standaardkantonees verstaan, raar, omdat de tonen op andere hoogten worden gesproken. In de 20e eeuw zijn veel Shundenezen geëmigreerd naar Hongkong. Bekende Shunde'se Hongkongers zijn onder andere Tang Wing-Cheung, Lee Heung-Kam, Bak Sheut-Sin en Law Kar-Ying. Bernice Liu's jiaxiang is Shunde. In de jaren veertig tot zeventig van de 20e eeuw waren de meeste Hongkongse bediendes van Shunde afkomst. De Hongkongse vereniging van Shundenezen had toen veel leden.
Er zijn twee golfclubs in Shunde. Op de Orchid International Golfclub in Beijiao, ontworpen door Nick Faldo, wordt ieder jaar de China Classic gespeeld. De andere club heet de Jun'an Country Garden Golf Club, ontworpen door Liang Goukun. Beide clubs liggen in een groot recreatiegebied.

## Shunde Harbour
Shunde heeft haar eigen haven voor het vervoer van passagiers van en naar Hong Kong. De relatief kleine passagiersterminal bestaat uit de hal met loketten voor de kaartverkoop en een winkeltje. Alhoewel de terminal relatief klein is, bevat hij wel alle benodigde immigratie- en douanediensten, waar dan ook het grootste deel van de haven uit bestaat.
Buiten de terminal zijn taxistandplaatsen en bushaltes.

## Geboren in Shunde
- Lee Shau Kee (1928-2025), zakenman
- Lee Heung-Kam (1932-2021), actrice en operaspeelster